# Tramway Touristique de l'Aisne
Tramway Touristique de l'Aisne (Aisne Turistsporvej) er en museumssporvej etableret på en tidligere landlig vincinal-sporvej i Ardennerne i Belgien.
Linjen er den ældste og længste sporvej i provinsen Luxembourg, mellem Érezée og Dochamps. Linjen er diseldrevet og kører på meterspor. Der arbejdes på en forlængelse i retning mod Lamormenil.